# Бистріївка (річка)
Бистріївка — річка в Україні, в Черняхівському та Радомишльському районах Житомирської області. Ліва притока Мики (басейн Дніпра).

## Опис
Довжина 37 км, похил річки — 1,8 м/км. Площа басейну 381 км².

## Притоки
- Верхолужжя, Коробочка (ліві).

## Розташування
Бере початок на південному сході від села Стирти. Тече переважно на схід у межах сіл Бежів, Головине, Сліпчиці, Кам'яний Брід, Кайтанівка, Пилиповичі, Переміжжя, Брід, Бистріївка. На околиці Радомишля впадає в річку Мику, притоку Тетерева.

## Іхтіофауна Бистріївки
У річці водятся: бистрянка, щука звичайна, карась звичайний, окунь, пічкур та плітка звичайна.